# ViewSonic
ViewSonic — американська корпорація зі штаб-квартирою у Бреє, штат Каліфорнія — світовий постачальник обчислювальних, комунікаційних рішень і виробів споживчої електроніки.
Заснована в 1987 році, є світовим виробником у галузі візуальних рішень, продуктів відображення інформації, зокрема РК-моніторів, планшетів, проекторів, дисплеїв для цифрової реклами, смартфонів та рішення для хмарних обчислень.